# Moussa Hamadou Djingarey
Moussa Hamadou Djingarey est un cinéaste nigérien né le 9 juillet 1973 à Zinder,. Il fréquenta de 1981-1988 l'écoles primaires Talladjé puis de  1988-1993 au  CEG 10 de Niamey et  ensuite de 1994-1997 Lycée Issa Korombé.

## Biographie
Il réalise son premier documentaire en 2005. Il s'agit d'un film de 26 minutes sur la croix d'Agadez qui a été diffusé par la chaîne CFI et 53 autres chaînes africaines. Depuis, il a réalisé une dizaine de fictions et de documentaires dont le dernier, intitulé Le Pagne, contre l'excision est sorti en septembre 2015. Il a participé à plusieurs festivals internationaux dont, le FESPACO, le festival vue d’Afrique au Canada, le festival image et vie à Dakar et le festival de Milan en Italie. En 2024 Moussa a été élu président de l'association des cinéastes du Niger (ACN). 

## Filmographie
- 2005 : La mystérieuse croix d'Agadez
- 2006 : Tagalakoy
- 2006 : Lutte contre la désertification au Niger
- 2008 : Sorkos
- 2008 : Un casting pour un mariage
- 2010 : Djamma, Madame Courage
- 2010 : Le chemin de l'intégration
- 2010 : Hassia
- 2012 : Le retour au pays
- 2013 : Kore
- 2015 : Le Pagne